# Szabó Palócz Attila
Szabó Palócz Attila (Zenta, 1971. november 30. –) vajdasági magyar költő, próza- és drámaíró, újságíró, szerkesztő, műfordító, színművész, rendező, blogger. 2004 óta Budapesten él. A Magyar Írószövetség tagja.

## Életútja
Szabó Palócz Attila a Szeged és Becse között elhelyezkedő, a mai Szerbiához tartozó Tisza-parti városban, Zentán született Szabó László és Sarnyai Mária gyermekeként. Még egyéves sem volt, amikor szülei elváltak, s habár ez még a kor Jugoszláviájában is szokatlannak számított, a házasság felbontása után a kisfiú felügyeleti jogát az édesapa kapta meg. Az apa – akinek alakja többször is feltűnik a szerző műveiben – és az író nagyanyja, Szabó, született Barsi Ilona nevelte fel a gyermeket, aki általános- és középiskolai tanulmányait a szülővárosában végezte.
1989-ben, tehát alig tizenhét évesen, a középiskolai tanulmányait megszakítva iratkozott be az újvidéki Művészeti Akadémiára, színművészeti szakra. Habár az egyetemet időre elvégezte, diplomát még évekig nem szerzett: az 1990-es évek délszláv polgárháborúi miatt három vizsgát meghagyott, és ezeket csak jóval később rakta le. Ennek hátterében az állt, hogy amíg az egyetem kiadta – márpedig a három megmaradt vizsga miatt köteles volt erre – az igazolást arról, hogy ő az intézmény „rendes hallgatója”, addig az akkor hatályos törvények értelmében nem vihették el katonának. Ennek köszönhetően kerülte el, hogy besorozzák/mozgósítsák egy háborúba, amelybe mellesleg több korábbi osztálytársa akaratlanul is belekeveredett, mert éppen ez volt az a nemzedék, amelyik a kötelező katonai szolgálatát töltötte a háború kirobbanásának időpontjában.
1997-ben érkezett el az időpont, amikor az akkor hatályos oktatásügyi törvények értelmében – diplomát még nem szerzett egyetemi hallgatóként –, a jogerőre emelkedett tanügyi változások értelmében, az időközben bevezetett új tantárgyakból is vizsgát kellett volna tennie ahhoz, hogy diplomát szerezhessen. Ez Szabó Palócz számára hét-nyolc további vizsgát jelentett volna, ezért 1997 tavaszán gyorsan lerakta a megmaradt hármat, diplomát szerzett, s ezzel elvesztette a kényelmes „rendes hallgatói” státusát.
Időközben beiratkozott az Újvidéki Egyetem Bölcsészettudományi Karának Magyar Nyelv és Irodalom Tanszékére is, de a zentai katonai ügyosztály munkatársait ez már egyáltalán nem érdekelte. Azonnal besorozták, és ugyanabban az évben, ősszel, szeptember 22-étől már a koszovói Đakovicán határőrként teljesített katonai szolgálatot. A történet szépséghibája, hogy szabályosan még az akkor hatályos miloševići törvények szerint sem sorozhatták volna be, ugyanis a katonakötelezettség korhatárát valóban a huszonhetedik életév betöltésében szabták meg – ő pedig pontosan ennyi volt ekkor –, de egy kiskaput hagyva ez még harminckét esztendős korig kitolható volt, amennyiben az ember tanult – márpedig Szabó Palócz Attila ezt a Magyar Tanszékről kapott bizonylattal igazolni tudta –, illetve, ha családja volt, leánya pedig 1994-ben született meg. Mint később több művében is megírta, ha akkor elfogadják a törvényes érveit, akkor sohasem kellett volna egyenruhát húznia, ugyanis 2000-ben Slobodan Milošević diktatúrája megbukott, majd pedig hamarosan a kötelező katonai szolgálatot is eltörölték. Tehát mire betöltötte a harminckettedik életévét, már nem létezett olyan jogszabály, ami miatt be kellett volna vonulnia a hadseregbe, vagyis ami miatt életében valaha is egyenruhát kellett volna húznia magára.
1997 még viszonylag békés esztendő volt Koszovóban is, a komolyabb fegyveres összetűzések csak 1998-ban kezdődtek a jugoszláv katonaság és a Koszovói Felszabadítási Hadsereg között. Ekkor azonban, a kötelező katonai szolgálatát töltő, az ellenkezése és a tiltakozása ellenére besorozott kiskatonaként három hónapig volt közvetlen tűzharcban a fronton.
Leszerelését ő maga azóta is „szabadulásként” definiálja, mintha addig börtönben lett volna. Tény azonban, hogy az adott időszakban az utolsó olyan garnitúrához tartozott, amelyet a kötelezően előírt egy év letöltése után hazaengedtek. Hamarosan ugyanis elkezdődtek a NATO Kis-Jugoszlávia elleni légicsapásai, amelyeket immár ismét civil emberként Újvidéken vészelt át a családjával, s amikor sorstársai, vagyis a kiskatonák folyamatosan kapták a három hónapos hosszabbításokat szolgálati idejükben.
A bombázások után, 1999 őszén költözött vissza feleségével és gyermekével Zentára, az édesapjához, és habár időközben Szabadkán színészként, majd ismét Újvidéken főszerkesztőként dolgozott, továbbra is ott lakott egészen 2004-ig, amikor áttelepült Magyarországra. Jelenleg Budapesten él, újságíróként és szerkesztőként dolgozik.

## Színházi tevékenysége
Már általános iskolásként rendszeresen fellépett különféle iskolai és helyi közösségi előadásokban, így Beszédes István hívására középiskolásként első szóra bekapcsolódott a zentai Ifjúsági Kamaraszín munkájába. Első szerepét a Szépenzengő pelikánmadár című előadásban játszotta, amelyik több népmese-feldolgozásból állt, és a csoport egyik legsikeresebb, legtöbbször játszott előadása lett.
Szabó Palócz Attila hamarosan elkezdett saját darabokat írni, s az Ifjúsági Kamaraszín hagyományai szerint a fiatalok saját maguk állították színpadra színműveiket. A hívására kapcsolódott be a munkába Péter Ferenc, aki már Szabó Palócz első darabjában, a Bíborszürke porfelhőben is játszott, majd ő maga is elkezdett színműveket írni. Komoly barátság alakult ki közöttük, így a későbbiekben Péter Ferenc darabjait (Guanóhegy, Akiért Szappho vezekel…) is Szabó Palócz állította színre. Kisebb-nagyobb sikereket már ekkoriban is elértek a Középiskolások Színművészeti Vetélkedőjén (Szabó Palóczot a Bíborszürke porfelhő, Péter Ferencet pedig az Akiért Szappho vezekel… szövegéért jutalmazták különdíjjal.) 1989-ben együtt felvételiztek az újvidéki Művészeti Akadémiára.
A Művészeti Akadémia hagyományai szerint az első két évben az egyetemi hallgatóknak tilos szerepet vállalniuk az intézmény keretein kívül, ezért ezekben az esztendőkben Szabó Palócz is csak a vizsgaelőadásokban játszott. A második év elvégzése után azonban már több szerepben is fellépett a szabadkai Népszínház nyári fesztiválján, és néhány évig a társulat állandó külsős tagja lett.
Mivel ez Vajdaságban már a délszláv háborúk miatti mozgósítások időszaka volt, több színész is elhagyta az országot. Szabó Palócz ekkor, még mindig egyetemistaként, kisegítő színészként egy beugrást (Légy jó mindhalálig) és egy kisebb szerepet (A nők iskolája) vállalt az Újvidéki Színházban is, amelynek több állandó tagja gyakorlatilag egyszerre kapta meg a behívóját és azonnal Magyarországra távozott.
Hivatalosan 1993. február 1-től lett a szabadkai Népszínház társulatának tagja. Mivel azonban nem tudott egyetérteni az igazgató, Ljubiša Ristić – és a direktor által a színház – politikai magatartásával, néhány hónapon belül távozott a társulattól. Szabó Palócz szavai szerint „ekkor már nyilvánvaló volt, hogy Ljubiša Ristić magánszínházat akar csinálni a Milošević–Marković-házaspárnak”. Mint a Milošević-rezsim elszánt ellenfele, Szabó Palócz ebben nem kívánt részt venni, ezért Újvidékre távozott, ahol az Újvidéki Rádió magyar szerkesztőségének külsős munkatársa lett, ahová egyébként 1992 óta tiszteletdíjasként már korábban is bedolgozott.
Habár időközben játszott és rendezett is különböző társulatoknál, a színházhoz majd csak 1999-ben tért vissza, amikor a szabadkai Gyermekszínház társulatának tagja lett. Itt nemcsak játszott, de szerzőként, drámaíróként is ő jegyzi a Mátyás király bolondja című produkciót, amelyet Rumi László rendezésében vitt színre a társulat.
A szabadkai Gyermekszínházból 2001 őszén távozott, amikor visszahívták a Képes Ifjúság című laphoz – amelynek időközben is folyamatosan a munkatársa, zenei rovatvezetője volt – fő- és felelős szerkesztőnek.
Magyarországra való áttelepülése után, 2008-ban még játszott Budapesten a Magyarországi Szerb Színházban egy szerepet, de később ez a kapcsolat megszakadt.
2014-től színészként – újságírói és szerkesztői munkája mellett – a budapesti Napkút Kiadó rendezvényein lép fel rendszeresen, verseket, prózarészleteket ad elő a könyves műhely köteteiből.

### Fontosabb szerepei
1987 – Beszédes István: Szépenzengő pelikánmadár; rendezte: Beszédes István, Ifjúsági Kamaraszín, Zenta
1988 – Szabó Palócz Attila: Bíborszürke porfelhő; rendezte: Szabó Palócz Attila, Ifjúsági Kamaraszín, Zenta
1988 – Péter Ferenc: Guanóhegy; rendezte: Szabó Palócz Attila, Ifjúsági Kamaraszín, Zenta
1989 – Péter Ferenc: Akiért Szappho vezekel…; rendezte: Szabó Palócz Attila, Ifjúsági Kamaraszín, Zenta
1989 – Gyurkó László: Faustus doktor boldogságos pokoljárása; rendezte: Szabó Palócz Attila, Ifjúsági Kamaraszín, Zenta
1990 – Az álom; rendezte: Pataki László és Fischer-Várady Hajnalka, Művészeti Akadémia, Újvidék
1991 – Hubay Miklós: Mennyből egy angyal; rendezte: Pataki László és Fischer-Várady Hajnalka, Művészeti Akadémia, Újvidék
1991 – Hubay Miklós: Te, Imre, itt valami ketyeg…; rendezte: Pataki László és Fischer-Várady Hajnalka, Művészeti Akadémia, Újvidék
1991 – Alekszandr Szergejevics Puskin: Lakoma pestis idején; rendezte: Lálity István, Népszínház, Szabadka
1991 – Szabó Palócz Attila: Szeressétek Messalinát; rendezte: Szabó Palócz Attila, Monte Christo burning, Topolya
1991 – Danilo Kiš: Missa in A-minor (készült a Borisz Davidovics síremléke című elbeszélés motívumai nyomán); rendezte: Ljubiša Ristić, Népszínház, Szabadka
1991 – Danilo Kiš: Utazás Nicaraguába (készült a Kert, hamu című regény motívumai alapján); rendezte: Haris Pašović, Népszínház, Szabadka
1991 – Danilo Kiš: Csodatevő Simon (készült a Simon, a mágus című elbeszélés motívumai alapján); rendezte: Haris Pašović, Népszínház, Szabadka
1991 – Móricz Zsigmond: Légy jó mindhalálig; rendezte: Halasi Imre, Újvidéki Színház, Újvidék
1992 – Václav Havel: Verniszázs; rendezte: Pataki László és Fischer-Várady Hajnalka, Művészeti Akadémia, Újvidék
1992 – Molière: A nők iskolája; rendezte: Babarczy László, Újvidéki Színház, Újvidék
1993 – Anton Pavlovics Csehov: Leánykérés; rendezte: Fischer-Várady Hajnalka, Művészeti Akadémia, Újvidék
1993 – Georg Büchner: Wozzeck; rendezte: Urbán András, Népszínház, Szabadka
1993 – Nyikolaj Vasziljevics Gogol: A revizor; rendezte: Alekszandr Tovsztonogov, Népszínház, Szabadka
1993 – Beszédes István – Szabó Palócz Attila – Varga Zoltán: Dzsem herceg utolsó halála; rendezte: Szabó Palócz Attila, Művészeti Akadémia, Újvidék
1994 – Jovan Hristić: Oresztész; rendezte: Kovács Attila, Művészeti Akadémia, Újvidék
1994 – William Shakespeare: Hamlet; rendezte: Urbán András, Népszínház, Szabadka
1994 – Szloboda Tibor, ifj.: A., rendezte: Szloboda Tibor, ifj., Zentai Színtársulat, Zenta
1994 – Szabó Palócz Attila: A meztelen Télapó; rendezte: Szabó Palócz Attila, Zentai Színtársulat, Zenta
1996 – Molnár Zoltán – Szabó Palócz Attila: Úgy és némiképp; rendezte: Molnár Zoltán és Szabó Palócz Attila, Művészeti Akadémia, Újvidék
1997 – Frank Wedekind: A tavasz ébredése; rendezte: Gergely László, Újvidéki Színház, Újvidék
1999 – Đorđe Lebović: Az ezredik éjszaka; rendezte: Molnár Zoltán, Eldugott Színház, Újvidék
1999 – Cristian Pepino: Kroki és barátai; rendezte: Đorđe Rusić, Gyermekszínház, Szabadka
1999 – Grimm fivérek: Az erdei házikó; rendezte: Hernyák György, Gyermekszínház, Szabadka
1999 – Petőfi Sándor: János vitéz; rendezte: Ádám Tamás, Gyermekszínház, Szabadka
2000 – Grimm fivérek: Hamupipőke; rendezte: Živomir Joković, Gyermekszínház, Szabadka
2000 – Miroslav Nastasijević: A szerelmes sárkány; rendezte: Boško Pištalo, Gyermekszínház, Szabadka
2000 – Weöres Sándor – Verebes Ernő: A holdbeli csónakos; rendezte: Hernyák György, Népszínház, Szabadka
2008 – Valentyin Petrovics Katajev: A kör négyszögesítése; rendezte: C. Nagy István, Magyarországi Szerb Színház, Budapest

### Rendezései
1988 – Bíborszürke porfelhő; saját szövege alapján, Ifjúsági Kamaraszín, Zenta
1988 – Péter Ferenc: Guanóhegy, Ifjúsági Kamaraszín, Zenta
1989 – Péter Ferenc: Akiért Szappho vezekel…, Ifjúsági Kamaraszín, Zenta
1989 – Gyurkó László: Faustus doktor boldogságos pokoljárása, Ifjúsági Kamaraszín, Zenta
1991 – Szeressétek Messalinát, koreodráma, saját ötlete alapján, Monte Christo burning, Topolya
1993 – Beszédes István – Szabó Palócz Attila – Varga Zoltán: Dzsem herceg utolsó halála, Művészeti Akadémia, Újvidék
1994 – A meztelen Télapó, saját szövege alapján, Zentai Színtársulat, Zenta; bemutató: 1994. augusztus 7.
1996 – Molnár Zoltán – Szabó Palócz Attila: Úgy és némiképp (Molnár Zoltánnal közösen jegyzett rendezésben), Művészeti Akadémia, Újvidék

### Performance-ok
- Törvénytelen gyermekek (Zenta, 1988)
- A sámán álma (Zenta – Tornyos, 1989)
- Három tétel (Topolya, 1989)
- A szobafestő tárlatának megnyitója (Topolya, 1991)
- Hommage à Tristan Tzara (Újvidék, 1992)
- Üres téren át (Zenta, 1992 – Pécs, 2002)

## Irodalmi munkássága
Különféle iskolai- és gyermeklapok, és más újságok gyermek-, illetve ifjúsági rovatai már általános iskolás korában is rendszeresen közölték írásait, verseit, fogalmazásait. Első komolyabb publikációjaként 1986-ban jelentek meg versei az újvidéki Új Symposionban. Írásait később a Híd és Képes Ifjúság is rendszeresen közölte, s elhangozottak művei az Újvidéki Rádió irodalmi műsoraiban is. Ekkor már rendszeresen jelentkezett nemcsak versekkel, de elbeszélésekkel és színművekkel is.
Első kötete 1993-ban jelent meg.
Több-kevesebb rendszerességgel folyamatosan publikált az Új Symposionban, majd a nyomába lépő Symposionban és az EX Symposionban, az Orbisban, a Hídban, a Létünkben, az Üzenetben, Az Irodalom Visszavágban, az Új-Vidéki Műhelyben, a Táltosban, a Forrásban, a Horvátországi Magyarságban, a Palócföldben, a Sikolyban, a Napútban, a Magyar Naplóban és más folyóiratokban.
A Magyar Írószövetség tagja.

### Kötetei
- Résnyire nyitva (versek, Újvidék, 1993)
- A meztelen Télapó (verses monodráma, Zenta, 1995)
- Úgy és némiképp (verses szövegkönyv, Újvidék, 1996)
- Fityisz (gyermekversek, Újvidék, 1996; második kiadás: Budapest, 2020)
- Trium(f)virátus (próza, Újvidék, 1998)
- A zentai csata (küldeményművészeti katalógus, Újvidék, 1999)
- A falevélke új ruhája (mesék és versek gyerekeknek, Újvidék, 2000)
- Falanszter (drámai műfajok, Újvidék, 2004)
- Köd (versek, Zenta, 2011)
- VERSeny(v) (versek, Budapest, 2012)
- Békegyakorlatok (naplóregény tört képekben, Budapest, 2013)
- A legvidámabb tárhely (regény, Budapest, 2013)
- Kenotáfa (az első könyv) (regény, Eszék, 2013)
- Visszapörgetés (tárcák, Szabadka, 2013)
- Tanácstalan kölykök (Békegyakorlatok 2.) (naplóregény tört képekben, Budapest, 2014)
- Teakarnevál (Békegyakorlatok 3.) (naplóregény tört képekben, Budapest, 2016)
- Shakespeare-i vizeken (Globe-ális hangjátékőrület három részben) (hangjátéktrilógia, Budapest, 2016)
- Varratszedés (versek, Ungvár, 2018)
- Égig érő kíváncsiság (mesék és versek gyerekeknek, Budapest, 2019)
- Csak egy film (blogregény, Budapest, 2021)
- Az eltagadott illúziók nyomában (válogatott és új versek – kétnyelvű kiadás: Трагом негираних илузија, Belgrád, 2021)
- Utazások apósommal. A Felvidéken. A déli végeken : térregény; M. Napló–Charta XXI. Egyesület–Írott Szó Alapítvány, Budapest, 2023

### Szerkesztésében megjelent művek
- A Középiskolások XXXVI. Művészeti Vetélkedőjének díjazott írásai, Képes Ifjúság, Újvidék, 2003; megjelent a Képes Ifjúság című hetilap 2003. május 21-ei (2280-2281-es) számának mellékleteként; a kötet szerzői: Bencsik Orsolya, Bíró Renáta, Bertók Gábor, Martonosi Dániel, Magyar Attila, Gedei Viktória, Vasas Béla, Sőreg Gábor, Bús János, Vígi László, Sebők Anita, Puskás Hargita, Lovra Éva, Kovács István, Móricz Lóránd, Tóth Róbert, Karácsonyi Judit, Szilágyi Miklós, Kovács Izabella, Bózsó Izabella, Piri László, Losoncz Márk, Jenei Norbert, Esztelecki Péter, Rózsa Dániel; szerkesztette: Szabó Palócz Attila.

### Fontosabb antológiák, gyűjteményes kötetek
- Kapun kívül, erdélyi, felvidéki, vajdasági magyar írók antológiája, Pelikán Kiadó – Kriterion Kiadó, Budapest – Kolozsvár, 1993; a kötet szerzői: Fábián Nóra, Grendel Lajos, Győry Attila, Hász Róbert, Hogya György, Jakabffy Tamás, Jódal Kálmán, Kisgyörgy Réka, Kovács András Ferenc, Láng Zsolt, Lovas Ildikó, Mórocz Mária, Szabó Palócz Attila, Talamon Alfonz, Vida Gábor, Visky András. Szerkesztők: Faragó Kornélia, Grendel Lajos, Kántor Lajos, Szabó István.
- Hogyan tovább a háború után?, a vajdasági magyar szellemi élet kör-, kor- és kórképe ’92/93 – a JMMT és a Magyar Szó tribünciklusának dokumentumai 1992/93, Jugoszláviai Magyar Művelődési Társaság – Magyar Szó, Újvidék, 1993; szerkesztette: Baranyai Bosnyák István
- Kisvárosi krémtörténetek, erdélyi, felvidéki és kárpátaljai magyar írók antológiája, Pelikán Kiadó – Kriterion Kiadó, Budapest – Kolozsvár, 1995; a kötet szerzői: Balla D. Károly, Balla László, Czébely Lajos, Fábián Lajos, Győry Attila, Hajdú István, Horváth Sándor, Jódal Kálmán, Kacsur Gusztáv, Kovács András Ferenc, Láng Zsolt, Lovas Ildikó, Madaras Péter, Medgyesi Emese, Nagy Zoltán Mihály, Szabó Palócz Attila, Szöllősy Tibor, Z. Németh István; szerkesztette: Szabó István.
- A Magyar Dráma Napja a József Attila Színházban, 2000. szeptember 21., József Attila Színház, Budapest, 2000; a kötet szerzői: Balla D. Károly, Láng Zsolt, Szabó Palócz Attila.
- Ifjúság, köz – érzet, Vajdaság, anno Domini 1999/2000, Jugoszláviai Magyar Művelődési Társaság, Újvidék, 2001; a kötet szerzői: Tóth Lívia, Futó Hargita, Zombori Gábor, Tőke János, Nagypál Gábor, Deissinger Ákos, Mihájlovits Klára, Lénárd Róbert, Horváth Zsolt – Tádé, Juhász Attila, Döme Zoltán – Bimbó, Laták C. István, Beszédes István, Balassa János, Lakatos János, Sáfrány Attila, Németh Ernő, Maráczi László, Fejsztámer Róbert, Szabó Palócz Attila, Nagy Farkas Dudás Erika, Béres Márta, Kispalkó Szilveszter, Nyáradi Szilvia, Gordán Annamária, Gubás Jenő, Zélity Attila, Bús Ottó; szerkesztette: Tóth Lívia.
- Keresztút, versek és novellák, a Térzene Irodalmi és Művészeti Társaság antológiája, Dudás Gyula Múzeum- és Levélbarátok Köre, Zenta, 2001; a kötet szerzői: Beszédes István, B. Foky István, Bogdán József, Burány Béla, Cs. Simon István, Fehér Kálmán, Gulyás József, Hatvani Dániel, Molnár Rózsa, Őszi Etel, Sinkovits Péter, Szabó Palócz Attila, Szinta János, Szloboda Tibor, Tari István, Garai Aranka, Göblös Kázmér, Varga Zoltán, Verebes Ernő, Vicei Károly, Szloboda János, Vajda Gábor; szerkesztette: Vicei Károly.
- Szabálytalan Napló, alkalmatlan kötet alkalmatlan időben, Padé, 2003 (a kötet kiadója névleg a Magyar Szó Lapkiadó Közvállalat, Újvidék, felelős szerkesztő: Kókai Péter); a kötet szerzői: Keszég Károly, Tóth Lívia, Bogdán József, Balla Lajos – Laci, Fekete J. József, Szabó Palócz Attila, Kókai Péter, Tari István, Balázs Attila, Cs. Simon István, Mészáros Zoltán, Stanyó Tóth Gizella, Sáfrány Ferenc, Kabók Erika, Laták István, Kontra Ferenc, Horváth Rice Valéria, Mihájlovits Klára, Juhász Attila, Klemm József, Léphaft Pál; szerkesztette: Tóth Lívia.
- Huszonnyolc (Couleur totál), prózaantológia, Vulkáni Helikon sorozat 4. kötet, zEtna, Zenta, 2003; szerkesztette: Beszédes István.
- A feledés emlékezete, tizenöt kortárs magyar versenydráma, zEtna, Zenta, 2006; a kötet szerzői: Beszédes István, Kontra Ferenc, Szabó Palócz Attila, Balázs Attila, Gobby Fehér Gyula, Ladik Katalin, Brestyánszki B. Rozália, Gyarmati Kata, Jódal Rózsa, Danyi Zoltán, Verebes Ernő, Aaron Blumm, Pressburger Csaba, Szerbhorváth György; szerkesztette és az utószót írta: Sinkovits Péter.
- Kompravaló, a Közegellenállás című riportpályázat díjazott írásai 1999–2008, Vajdasági Magyar Művelődési Intézet, Zenta, 2009; a kötet szerzői: Tóth Lívia, Laták István, Fodor István, Nagy Farkas Dudás Erika, Szabó Palócz Attila, Mihájlovits Klára, Kókai Péter, Mészáros Zoltán, Gáspár Mária, Máriás Endre, Pressburger Csaba, Herbut Anikó, Horváth Zsolt – Tádé, Jenovay Lajos, Kalmár Fece Annamária, Laskovity Ervin, Németh Mónika, Cvetanović Márta, Csíkos Éva, Csík Mónika, Ódry Márta, Orosz Ildikó, Diósi Árpád, Madár Anikó; szerkesztette: Tóth Lívia.
- Önmagunk nyomában: Harmath Antal titokzatos eltűnése, nyomozás egy fiktív személy után, Sziveri János Művészeti Színpad, Muzslya, 2011; megjelent a Sikoly című folyóirat 2011-es tavaszi (sorrendben 26.) számában; az összeállítás szerzői: Nagy Farkas Dudás Erika, Fekete J. József, Kovács Jolánka, Kókai Péter, Lénárd Róbert, Csík Mónika, Sinkovits Péter, Szabó Palócz Attila, Lennert Tímea, Nyírfalvi Károly, Szögi Csaba, Szilágyi Perjési Katalin, Király Farkas, Berényi Emőke, Kalász István, Kálmán Mari, Jódal Kálmán, Lovra Éva, Bognár Antal, Schwamm Fanni, Sándor Zoltán; szerkesztette és bevezetést írta: Sándor Zoltán.
- Ezüsttulipán, válogatás a vajdasági magyar gyermekirodalomból vers- és prózamondóknak, Forum Könyvkiadó – Magyar Szó – Jó Pajtás, Újvidék, 2013; a kötet szerzői: Kosztolányi Dezső, Lányi Hedvig, Szirmai Károly, Szenteleky Kornél, Sinkó Ervin, Csuka Zoltán, Gál László, Debreczeni József, Herceg János, Laták István, Csépe Imre, Thurzó Lajos, Zákány Antal, Urbán János,  Pap József, Ács Károly, Fehér Ferenc, Németh István, Szűcs Imre, Dóró Sándor, Gulyás József, Koncz István, Takács Ilona, Deák Ferenc, Torok Csaba, Domonkos István, Fehér Kálmán, Tolnai Ottó, Tóth Ferenc, Ladik Katalin, Cs. Simon István, Brasnyó István, Jung Károly, Maurits Ferenc, Balogh István, Podolszki József, Sinkovits Péter, Böndör Pál, Csorba Béla, Danyi Magdolna, Fülöp Gábor, Szűgyi Zoltán, Tari István, Fenyvesi Ottó, Sziveri János, Túri Gábor, Bogdán József, Harkai Vass Éva, Kontra Ferenc, Beszédes István, P. Nagy István, Verebes Ernő, Szabó Palócz Attila, Orcsik Roland, Pressburger Csaba – Saul, Csík Mónika, Bencsik Emese, Benedek Miklós, Terék Anna, Bencsik Orsolya; összeállította és az utószót írta: Bordás Győző. Szerkesztette: Buzás Márta.
- Mire gondolsz?, kortárs gyermekirodalmi antológia, Tempevölgy könyvek 20., Balatonfüred Városért Közalapítvány, Balatonfüred, 2016; a kötet szerzői: Ayhan Gökhan, Babiczky Tibor, Balázs Attila, Géczi János, Gömöri György, Gyárfás Endre, Jász Attila, Kiss László, Kiss Ottó, Kollár Árpád, Lackfi János, Lanczkor Gábor, Nagy Koppány Zsolt, Nagy Márta Júlia, Oravecz Péter, Orcsik Roland, Pallai Károly Sándor, Praznovszky Mihály, Szabó Imola Julianna, Szabó Palócz Attila, Szentmártoni János, Szil Ágnes, Szőcs Géza, Tóbiás Krisztián, Tóth Kinga, Tóth Krisztina, Tömöry Péter, Vass Tibor, Vörös István, Weiner Sennyey Tibor, Zalán Tibor, Zsolnai György; szerkesztette: Burza Patrícia Kármen és Tóbiás Krisztián.
- Tigrislélek, válogatás a vajdasági magyar prózairodalomból, Forum Könyvkiadó – Magyar Szó – Jó Pajtás, Újvidék, 2017; készült a Jó Pajtás című gyermeklap fennállásának hetvenedik évfordulójára; a kötet szerzői: Bencsik Orsolya, Milkó Izidor, Papp Dániel, Kosztolányi Dezső, Csáth Géza, Szirmai Károly, Szenteleky Kornél, Sinkó Ervin, Majtényi Mihály, Börcsök Erzsébet, Herceg János, Lévay Endre, Fehér Miklós, Csépe Imre, Németh István, Varga Zoltán, Csík Mónika, Deák Ferenc, Jódal Rózsa, Mirnics Zsuzsa, Tolnai Ottó, Gion Nándor, Vasagyi Mária, Gobby Fehér Gyula, Balázs Attila, Brasnyó István, Juhász Erzsébet, Szatmári István, Danyi Zoltán, Kovács Jolánka, Beszédes István, Verebes Ernő, Sándor Zoltán, Nagy Abonyi Árpád, Lovas Ildikó, Bence Erika, Szabó Palócz Attila, Aaron Blumm, Mirnics Gyula; válogatta és az előszót írta: Hózsa Éva; szerkesztette: Sági Varga Kinga.
- Önlexikon, kortárs magyar írók önszócikkei, Cédrus Művészeti Alapítvány, Budapest, 2017; a kötet szerzői: Ács Margit, Acsai Roland, Ádám Tamás, Ágh István, Agócs Sándor, Ambrus Lajos, András Sándor, Babics Imre, Báger Gusztáv, Baka Györgyi, Balázs Imre József, Baley Endre, Balla D. Károly, Balogh Robert, Bánki Éva, Baranyi Ferenc, Bárdos László, Barna T. Attila, Báthori Csaba, Benedek Szabolcs, Benke László, Béres Attila, Berta Zsolt, Bertalan Tivadar, Bíró József, Birtalan Ferenc, Bokor Levente, Boldogh Dezső, ifj. Borbély László, Botár Attila, Bozsik Péter, Búzás Huba, Czakó Gábor Csaba, Czigány György, Czilczer Olga, Csáji László Koppány, Csehy Zoltán, Csender Levente, Csepregi János, Csernák Árpád, Csikós Attila, Csokonai Attila, Csontos János, Csörsz István, Demény Péter, Dippold Pál, Dobozi Eszter, Döbrentei Kornél, Elmer István, Erdélyi Z. János, Fábián László, Fabó Kinga, Falcsik Mari, Faludi Ádám, Fazekas István, Fecske Csaba, Fellinger Károly, Fenyvesi Félix Lajos, Fenyvesi Ottó, Ferdinandy György, Filip Tamás, Fucskó Miklós, Füleki Gábor, Füzesi Magda, G. István László, Gál Éva Emese, Garaczi László, Géczi János, Gergely Ágnes, Gombár Endre, Görgey Gábor, Gyárfás Endre, Gyimesi László, Györe Balázs, György Attila, Győri László, Gyukics Gábor, Hász Erzsébet, Háy János, Hegedűs Gyöngyi, Hegyi Botos Attila, Hegyi Zoltán Imre, Hendi Péter, Hétvári Andrea, Hodossy Gyula, Horváth Ferenc, Horváth Júlia Borbála, Horváth Ödön, Ircsik Vilmos, Jámborné Balog Tünde, Jász Attila, Jókai Anna, Juhász Ferenc, Kalász István, Kalász Márton, Kállay Kotász Zoltán, Kálnay Adél, Kamocsay Ildikó, Kántás Balázs, Kántor Péter, Kelecsényi László, Kelemen Erzsébet, Kelemen Lajos, Kemsei István, Kerék Imre, Király Farkas, Kiss Anna, Kiss Benedek, Kiss Judit Ágnes, Kocsis István, Konczek József, Kontra Ferenc, Koppány Zsolt, Kovács István, Kovács katáng Ferenc, Kőrösi Zoltán, Kukorelly Endre, Kun Árpád, Ladik Katalin, Lanczkor Gábor, Lászlóffy Csaba, Lázár Balázs, Lövétei Lázár László, Lukáts János, Majoros Sándor, Makkai Ádám, Mányoki Endre, Marafkó László, Marosi Gyula, Márton László, Mátyás B. Ferenc, Mátyus Aliz, Méhes Károly, Mirtse Zsuzsa, Molnár Miklós, Nagy Bandó András, Nagy Koppány Zsolt, Nagy Zoltán Mihály, Nagy Zopán, Németh András, Németh István Péter, Németh Péter Mikola, Norman Károly, Noth Zsuzsánna, Novák Valentin, Nyerges András, Nyilas Attila, Oláh András, Orbán János Dénes, Orosz István, Ószabó István, Pálfi Ágnes, Pályi András, P. Papp Zoltán, Papp Tibor, Papp-Für Lajos, Payer Imre, Péntek Imre, Petőcz András, Petz György, Pintér Lajos, Pósa Zoltán, Pozsgai Zsolt, Prágai Tamás, Rigó Béla, Rostás-Farkas György, Rott József, Saád Katalin, Sajó László, Sándor György, Sárándi József, Sári László, Sárközi László, Sárközi Mátyás, Sarusi Mihály, Sebeők János, Serfőző Simon, Stepanović Predrág, Suhai Pál, Sumonyi Zoltán, Szabó Palócz Attila, Szakács Eszter, Szakonyi Károly, Szalay Károly, Szálinger Balázs, Szappanos Gábor, Száraz Miklós György, Szauer Ágoston, Szentmártoni János, Szepes Erika, Szkárosi Endre, Szlukovényi Katalin, Szőcs Géza, Szöllősi Mátyás, Szörényi László, Szűgyi Zoltán, Tallér Edina, Tamási Orosz János, Tari István, Tatár Sándor, Temesi Ferenc, Térey János, Toót-Holló Tamás, Tornai József, Tóth Éva, Tóth László, Tőzsér Árpád, Triceps (Lantos László), Turbók Attila, Turczi István, Ughy Szabina, Valachi Anna, Vámos Miklós, Várady Szabolcs, Varga Imre, Vasadi Péter, Vass Tibor, Vathy Zsuzsa, Végh Alpár Sándor, Végh Attila, Veszelka Attila, Villányi G. András, Villányi László, Viola Szandra, Vitéz Ferenc, Vörös István, Wehner Tibor, Zalán Tibor, Zelei Miklós, Zirkuli Péter, Zsávolya Zoltán, Zsidó Ferenc, Zsille Gábor; összeállította és az előszót írta: Szondi György.
- Kárpátalja – Oktatás, kultúra, hitélet és nyelvi folyamatok, Muravidék Baráti Kör Kulturális Egyesület, Pilisvörösvár, 2019; a kötet szerzői: Gasparics Judit, Ruda Gábor, Székely András Bertalan, Szabó Palócz Attila, Dupka György, Kovács András, Vorinka Irén (Szűcs-Vorinka Irén), Márta Gábor, Vlajk Gabriella, Nick Ferenc, Kissné Kovács Adrienne, András Hanga, Radvánszky Ferenc, Weinrauch Ferenc Márió; szerkesztette: Gasparics Judit, Ruda Gábor, Székely András Bertalan; összeállította és a szöveggondozást végezte: Székely András Bertalan; nyelvi lektor: Gasparics Judit.

### Idegen nyelven megjelent kiadványokban
- Inđija PRO POET 2017, Arte, Belgrád, 2017; válogatás az inđijai PRO POET című nemzetközi irodalmi fesztivál vendégeinek műveiből; a kötet szerzői: Matija Bećković, Entela Kasi, Svetlana Matić, Marija Kobec, Mirjana Đapo, Roza Bojanova, Gale Burns, Krisztosz Kukisz, Hava Pinhas-Cohen, Stephanie McKenzie, Borcse Panov, Branko Cvetkoszki, Zsille Gábor, Dragan Jakovljević, Dragana Meseldžija, Szabó Palócz Attila, Liubita Raichici (Ljubica Rajkić), Nyina Gabrieljan, Predrag Jakšić, Gordana Vlajić, Dragan Jovanović Danilov, Radoman Kanjevac, Milica Jeftimijević Lilić, Mikica Ilić, Radomir Mićunović, Vladimir Blagojević, Aleksandar Draganović, Martin Prebuđila, Slobodan Simić, Miodrag Jakšić, Aleksandra Radaković, Nataša Švikart, Gordana Pešaković, Aleksandar Milošević, Milica Bakrač, Radomir Uljarević, Jelena Ćirić, Zorica Salijević, Mihailo Vukas; bevezető és köszöntő: Vladimir Gak és Miodrag Jakšić; összeállította: Miodrag Jakšić; szerkesztette: Gordana Vlajić.

### Fordításai
Szabó Palócz Attila elsősorban délszláv nyelvekből – szerbből, horvátból, bosnyákból, montenegróiból – fordít, de rendszeresen magyarít irodalmi műveket angolból is. Szinte minden műfajban tevékenykedik: verseket, drámákat, prózát és képregényeket egyaránt fordít.
Műfordításai különböző folyóiratokban (Új Symposion, Híd, Az Irodalom Visszavág, Üzenet, Nagyítás, Szőrös Kő, Napút, Palócföld stb.) és lapokban (Scarabeus, Képes Ifjúság, Magyar Szó, Napló stb.) jelentek meg. Képregényfordításait az Ambrózia, a Képes Ifjúság, a Napút és a Kalóz közölte.
Fordításában megjelent kötetek:
- Vasilije Topalov: Pesme – Versek (versek, kétnyelvű kiadás, Újvidék, 1996)
- Branislav Brković: A valóság legvégső változata (regény, Budapest, 2016)
- Jozefina Dautbegović Krajinović: Madárijesztők idején (versek, Budapest, 2017)
- Ognjen Spahić: Boldogság tengere (elbeszélések, Budapest, 2017)

### Egyéb kiadványok
Szoba kilátással a…, irodalmi CD, zEtna, Zenta, 2002; a kiadvány szerzői: Faragó Kornélia, Csányi Erzsébet, Fekete J. József, Đorđe Kuburić, Milovan Miković, Tolnai Ottó, Slobodan Ilić, David Albahari, Boško Krstić, Marija Šimoković, Aleksandar Šaranac, Balla D. Károly, Béres Dezső, Nenad Krga, Bakos András, Vass Tibor, Szalay Andor, Snežana Bukal, Igor Lazin, Kalász István, Danyi Zoltán, Bicskei István, Laura Barna, Lovas Ildikó, Nagy Farkas Dudás Erika, Jász Attila, Rajsli Emese, Sava Babić, Szűgyi Zoltán, Sinkovits Péter, Miloš Latinović, Simándi Ágnes, Kontra Ferenc, Haklik Norbert, Balogh László, Kovács Karolina, Kudelász Nóbel, Zvonko Sarić, Szabó Palócz Attila, Nagy Abonyi Árpád, Nagy Dudás Farkas Erika, Verebes Ernő és mások; szerkesztette: Beszédes István.
Zynthanova: kivonulás, városalapítás, jó(?) szomszédság, irodalmi CD, zEtna, Zenta, 2003; a kiadvány szerzői: Balogh István, Didier Domestique Agricole, Weiner Sennyey Tibor, Balla D. Károly, Bágyonyi Szabó István, Tamás Csaba, Pócs István, Bakos András, Szitányi György, Mózsi Ferenc, Jónás Péter, Dalos György, Kertész Lehiny, Danyi Zoltán, Berniczky Éva, Konczek József, Kukorelly Endre, Egyed Emese, Jász Attila, Bozsik Péter, Tóth Lívia, Aaron Blumm, Balázs Attila, Szabó Palócz Attila, Szegedi-Szabó Béla, Verebes Ernő, B. Papp Endre, Béres Dezső, Csutak Gabi, Beszédes István, Falussy Réka, Nagy Farkas Dudás Erika, Nagy Abonyi Árpád, Boros György, Jasmina Jovančić-Vidaković, Szalma László, Bálind István, Szalma László, Török István, Jasmina Jovančić-Vidaković, Miroslav Jovančić, Barna Kolozsi Valéria, Mezei Erzsébet, Sava Halugin; szerkesztette: Beszédes István.

### Színre vitt színművei
- 1988 – Bíborszürke porfelhő; saját rendezése, Ifjúsági Kamaraszín, Zenta
- 1991 – Szeressétek Messalinát; saját rendezése (koreodráma a saját ötlete alapján), Monte Christo burning, Topolya
- 1993 – Beszédes István – Szabó Palócz Attila – Varga Zoltán: Dzsem herceg utolsó halála; saját rendezése, Művészeti Akadémia, Újvidék
- 1994 – A meztelen Télapó; saját rendezése, Zentai Színtársulat, Zenta; bemutató: 1994. augusztus 7.
- 1996 – Molnár Zoltán – Szabó Palócz Attila: Úgy és némiképp; (Molnár Zoltánnal közösen jegyzett rendezésben), Művészeti Akadémia, Újvidék
- 2000 – A megbízatás; rendezte: Sztarenki Pál, József Attila Színház, Budapest
- 2000 – Mátyás király bolondja; rendezte: Rumi László, Gyermekszínház, Szabadka
- 2003 – Zöldleveli Kótyonfitty, a kalandor béka legnagyobb szerelme; rendezte: Mess Attila, Kosztolányi Dezső Színház, Szabadka

## Külső hivatkozások
- Szabó Palócz Attila életrajza a Napkút Kiadó honlapján Archiválva 2014. november 9-i dátummal a Wayback Machine-ben
- Kritika a Visszapörgetés című kötetről a Magyar Szóban
- Visszapörgetés – Interjú a szerzővel a szabadkai Hét Nap című hetilapban Archiválva 2014. november 12-i dátummal a Wayback Machine-ben
- Zoknik a csilláron, egy patrícius a titkok kapujában (az újvidéki Magyar Szó című napilap cikke)
- A vajdasági magyar irodalom tükre Budapesten (az újvidéki Magyar Szó című napilap cikke)
- Egy széthullott nemzedék csoportképe – Kritika a Kenotáfa című regényről az újvidéki Magyar Szó című napilapban
- Aki kidugja a fejét a skatulyából… – Kritika A legvidámabb tárhely című regényről az újvidéki Magyar Szó című napilapban Archiválva 2022. április 16-i dátummal a Wayback Machine-ben
- Szétcsúszó (szöveg)világ – Kritika A legvidámabb tárhely című regényről az újvidéki Magyar Szó című napilapban
- Itthoni emlékek – Kritika a Békegyakorlatok című kötetről az újvidéki Magyar Szó című napilapban Archiválva 2022. július 13-i dátummal a Wayback Machine-ben
- Az a lakótelepi ablak, ahonnan az autókra látni – Kritika a VERSeny(v) című kötetről a Magyar Hírlapban
- Békegyakorló Délvidékről – Kritika a Békegyakorlatok című kötetről a Magyar Hírlapban
- Szelíd szónapló – Kritika a Köd című kötetről az újvidéki Magyar Szó című napilapban Archiválva 2022. április 16-i dátummal a Wayback Machine-ben
- A valóság legvégső változata című regény ismertetője a Napkút Kiadó honlapján
- A Teakarnevál című kötet ismertetője a Napkút Kiadó honlapján
- A Tanácstalan kölykök című kötet ismertetője a Napkút Kiadó honlapján